# Глорія Де П'єро
Глорія Де П'єро (англ. Gloria De Piero; нар. 21 грудня 1972, Бредфорд, Англія) — британський журналіст і політик-лейборист італійського походження. Член Палати громад від округу Ешфілд з 2010, міністр тіньового уряду з питань жінок та рівності з 2013 року. Раніше вона була відома за свою роботу на GMTV.